# آنا آکانا
آنا آکانا (انگلیسی: Anna Akana؛ زادهٔ ۱۸ اوت ۱۹۸۹) هنرپیشه، کمدین، پدیدآور، کارگردان فیلم، تهیه‌کننده فیلم، فیلم‌ساز، فیلم‌نامه‌نویس، تدوین‌گر، و تهیه‌کننده تلویزیونی اهل ایالات متحده آمریکا است. وی از سال ۲۰۱۰ میلادی تاکنون مشغول فعالیت بوده‌است.
از فیلم‌ها یا برنامه‌های تلویزیونی که وی در آن نقش داشته‌است می‌توان به مرد مورچه‌ای، پرورشگاهی‌ها، و سلام، اسم من دوریس است اشاره کرد.